# Verkehrsverbund Rhein-Ruhr

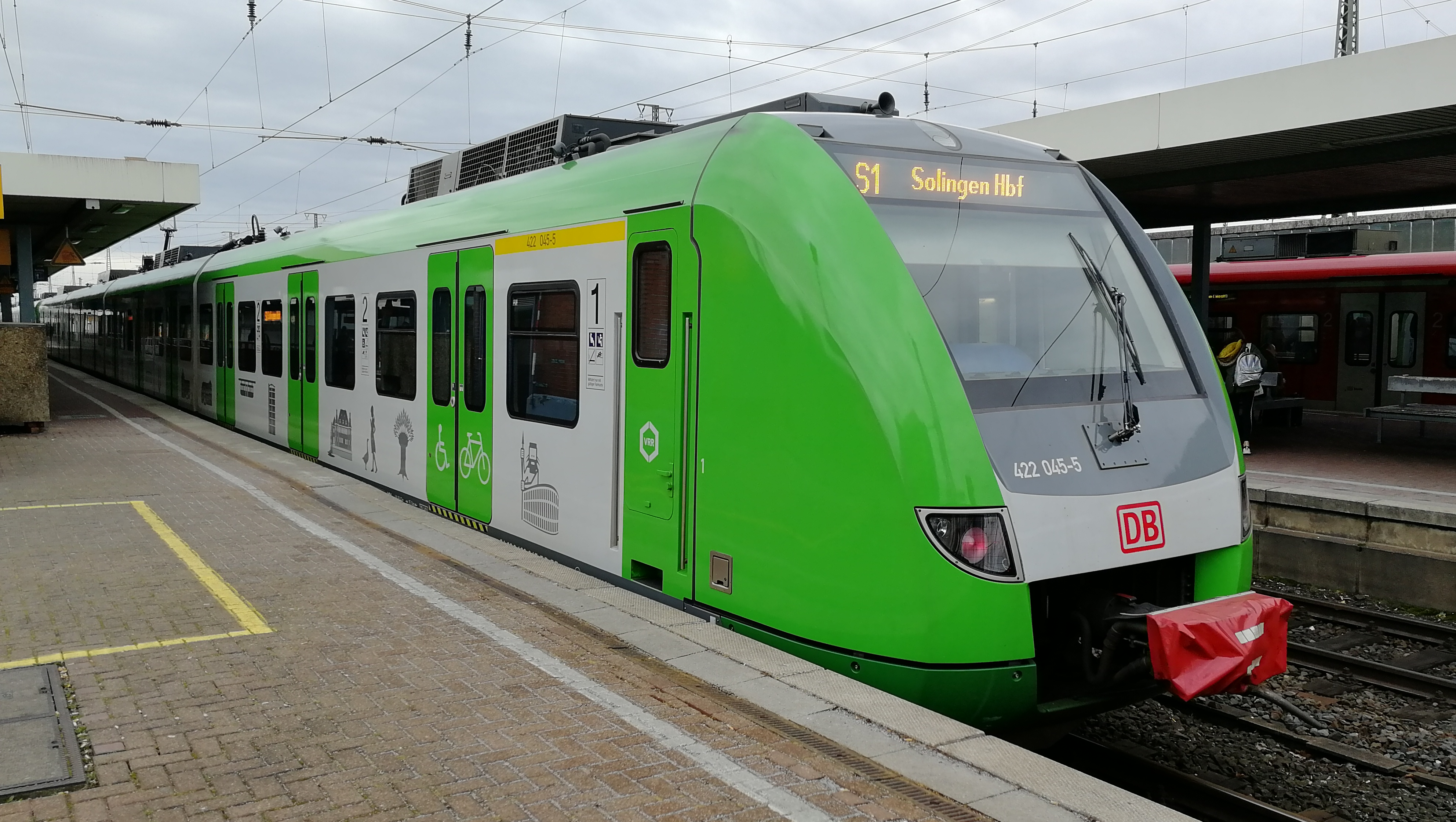
S-Bahn-Zug der Baureihe 422 im unternehmensneutralen VRR-Design in Dortmund Hbf

Der Verkehrsverbund Rhein-Ruhr (VRR) ist ein Verkehrsverbund und SPNV-Aufgabenträger in Nordrhein-Westfalen. Sein Gebiet umfasst den Großteil des Ruhrgebiets, den Niederrhein, Teile des Bergischen Landes sowie die nordrhein-westfälische Landeshauptstadt Düsseldorf.
Der VRR grenzt im Norden und Osten an den Nahverkehr Westfalen-Lippe mit dem Westfalentarif (WT), im Süden an Go.Rheinland mit dem Verkehrsverbund Rhein-Sieg (VRS) und dem Aachener Verkehrsverbund (AVV) und im Westen an die Niederlande. Der VRR ist der einwohnerstärkste Verkehrsverbund Europas.
Im März 2023 stellte der Verbund ein ambitioniertes Zielnetz 2040 für den Schienenpersonennahverkehr in NRW vor.

## Organisation
Die „Verkehrsverbund Rhein-Ruhr AöR“ (VRR AöR) ist eine Anstalt des öffentlichen Rechts mit Sitz in Essen. Träger sind zwei Gebietskörperschaften, nämlich der „Nahverkehrs-Zweckverband Niederrhein“ (NVN) und der „Zweckverband Verkehrsverbund Rhein-Ruhr“ (ZV VRR). Diese Zweckverbände werden wiederum von den jeweiligen Kreisen und kreisfreien Städten getragen. Die Verwaltung des VRR befindet sich in Gelsenkirchen.
Die wesentlichen Aufgabenbereiche sind:
- Aufgabenträger für den Schienenpersonennahverkehr (SPNV) – abgeleitet aus dem ÖPNV-Gesetz Nordrhein-Westfalen
- Tarif, Tarifentwicklung und Einnahmenaufteilung – abgeleitet aus dem ÖPNV-Gesetz Nordrhein-Westfalen
- Koordination des ÖPNV (koordiniertes Verkehrsangebot, Produkt- und Qualitätsstandards, Fahrgastinformations- und Betriebssysteme, Marketing) – abgeleitet aus dem ÖPNV-Gesetz Nordrhein-Westfalen
- Finanzierung ÖPNV-bedingter gemeinwirtschaftlicher Verpflichtungen im VRR-Verbandsgebiet gemäß Art. 5 VO (EG) Nr. 1370/2007 – wurde dem VRR von den kommunalen Aufgabenträgern übertragen
- Zuwendungsgeber für ÖPNV-Investitionsvorhaben, Bewilligungsbehörde für Maßnahmen im besonderen Landesinteresse – abgeleitet aus dem ÖPNV-Gesetz Nordrhein-Westfalen

Beim VRR sind im Auftrag des Landes Nordrhein-Westfalen die Kompetenzcenter Digitalisierung (KCD) und Kompetenzcenter Sicherheit (KCS) angesiedelt.
Die sich im Eigentum des VRR befindlichen Schienenfahrzeuge sind im sogenannten „ZV VRR Eigenbetrieb Fahrzeuge und Infrastruktur“ (ZV VRR FaIn-EB) untergebracht.
Vom 1. Januar 2026 an wird der Nahverkehrszweckverband Niederrhein, bestehend aus den Kreisen Kleve und Wesel, vollumfänglich in den VRR integriert.

## Geschichte
Der Verkehrsverbund Rhein-Ruhr wurde zum 1. Januar 1980 von den fünf Kreisen und 19 kreisfreien Städten sowie den kommunalen Verkehrsunternehmen des Rhein-Ruhr-Gebiets und der Deutschen Bundesbahn in der Rechtsform der GmbH gegründet.
In den 1980er Jahren galt ein Tarifsystem in fünf Preisstufen. Nur für Fahrten bis zu 50 Kilometer gab es einen gemeinsamen Fahrschein für die Deutsche Bundesbahn und die kommunalen Verkehrsmittel. Für längere Wege war es günstig, einen Verbundfahrschein und einen weiteren für die restliche Strecke zu erwerben. Um 1990 wurde dann in mehreren Schritten ein neues und vollständiges Verbundtarifsystem mit den Preisstufen A, B und C eingeführt, zuerst bei den Zeitkarten und später bei den übrigen Fahrkarten.
1996 wurde im Zuge der Bahnreform auf dem Gebiet des VRR mit dem Kooperationsraum 1 (Rhein-Ruhr) ein Zweckverband gegründet. Der „Zweckverband Verkehrsverbund Rhein-Ruhr“ hatte die wesentliche Aufgabe, den Schienenpersonennahverkehr (SPNV) in der Region zu planen, zu organisieren und auszugestalten. Der Zweckverband bestellt den SPNV (Regional-Express, Regionalbahn und S-Bahn) bei Eisenbahnverkehrsunternehmen und kontrolliert deren Leistung. Außerdem wickelt er die Finanzierung des Straßenpersonennahverkehrs (ÖSPV) mit den Kreisen und kreisfreien Städten ab und sorgt für ein verbundweites einheitliches Tarifsystem.
Am 28. September 2004 errichtete der „Zweckverband Verkehrsverbund Rhein-Ruhr“ die „Verkehrsverbund Rhein-Ruhr AöR“ und übertrug ihr seine wesentlichen Aufgaben.
Zum 1. Januar 2008 übertrug auch der Nahverkehrs-Zweckverband Niederrhein seine SPNV-Aufgabenträgerschaft auf die VRR AöR. Auf diesem Gebiet galt allerdings noch bis zum 31. Dezember 2011 der Tarif der Verkehrsgemeinschaft Niederrhein (VGN). Seit dem 1. Januar 2012 findet nun auch dort der VRR-Tarif Anwendung.

## Betriebsdaten und Beförderungszahlen
- Verkehrsgebiet
  - 7305 km²
  - 7,9 Millionen Einwohner
  - 16 Städte und 7 Kreise
  - 2 Zweckverbände
    - Nahverkehrs-Zweckverband Niederrhein (Kreis Wesel, Kreis Kleve)
    - Zweckverband Verkehrsverbund Rhein-Ruhr (Bochum, Bottrop, Dortmund, Düsseldorf, Duisburg, Gelsenkirchen, Essen, Hagen, Herne, Krefeld, Mönchengladbach, Mülheim an der Ruhr, Oberhausen, Remscheid, Solingen, Wuppertal, Ennepe-Ruhr-Kreis, Kreis Mettmann, Rhein-Kreis Neuss, Kreis Recklinghausen, Kreis Viersen)
- 1125 Verkehrslinien[13], davon
  - 51 Linien im Schienenpersonennahverkehr
    - 20 Regional-Express-Linien
    - 19 Regionalbahn-Linien
    - 12 S-Bahn-Linien

  - 1074 Linien im Straßenpersonennahverkehr
    - 15 Stadtbahn-Linien
    - 50 Straßenbahn-Linien
    - 1.001 Omnibus-Linien
    - 6 O-Bus-Linien
    - 1 Hängebahn-Linie (Wuppertal)
    - 2 H-Bahn-Linien (Dortmund und Düsseldorf)
- 299,9 Mio. Zug-/Buskilometer
  - 51,7 Mio. Zugkilometer (SPNV)[14]
    - davon elektrifiziert: 79,5%, Dieselbetrieb: 20,5%
- 296 Bahnstationen[14]

## Gebiet

### Kreisfreie Städte
- Bochum
- Bottrop
- Dortmund
- Duisburg
- Düsseldorf
- Essen
- Gelsenkirchen
- Hagen
- Herne
- Krefeld
- Mönchengladbach
- Mülheim an der Ruhr
- Oberhausen
- Remscheid
- Solingen
- Wuppertal

### Kreise
- Ennepe-Ruhr-Kreis
- Kleve
- Mettmann
- Recklinghausen
- Rhein-Kreis Neuss
- Viersen
- Wesel

## Tarifsystem
Der Verkehrsverbund Rhein-Ruhr führt ein Ticket- und Tarifsystem, welches zuletzt mit Wirkung zum 1. März 2025 reformiert wurde.

### Preisstufen
Das Verbundgebiet gliedert sich in Tarifgebiete. Ein Tarifgebiet umfasst meist eine Gemeinde. Kleinere Gemeinden werden häufig zu einem Tarifgebiet zusammengefasst. Die sehr großen Städte Dortmund, Düsseldorf, Duisburg, Essen und Wuppertal bestehen aus jeweils zwei Tarifgebieten. Die Tarifgebiete sind wiederum in Waben untergliedert.
Die Preisstufe A gilt für Fahrten innerhalb eines Tarifgebietes bzw. einer aus zwei Tarifgebieten bestehenden Stadt und zwischen zwei benachbarten Waben angrenzender Tarifgebiete („2-Waben-Tarif“).
Die Preisstufe B gilt bis zum direkten Umland eines benachbarten Tarifgebiets. Bei Monatskarten und Abonnements ist ein Zentraltarifgebiet frei zu wählen; die Fahrkarte gilt im ausgewählten Tarifgebiet und grundsätzlich in allen benachbarten Tarifgebieten.
Die Preisstufe C gilt für verbundweite Fahrten.

### Tickets
Neben Fahrkarten für eine Fahrt werden auch solche für vier Fahrten und das 24StundenTicket ausgegeben. Diese Tageskarte gilt ab Entwertung für beliebig viele Fahrten im Gültigkeitsbereich und ist für eine bis höchstens fünf Personen erhältlich. Ein ZusatzTicket erweitert den Gültigkeitsbereich von Zeitkarten auf den VRR-Gesamtraum. Auch ermöglicht es die Nutzung der 1. Klasse in Zügen, außer für Schüler- oder Semestertickets. Pro Person, Fahrt und Anlass ist ein eigenes ZusatzTicket erforderlich. Ein FahrradTicket gilt 24 Stunden lang und erlaubt die Mitnahme eines Fahrrads, sofern kein Ticket2000 genutzt wird.
Die Gültigkeitsdauer für Fahrten mit einem EinzelTicket bzw. 4erTicket beträgt (jeweils ab Entwertung)
- 90 Minuten in der Preisstufe A
- 120 Minuten in der Preisstufe B
- 300 Minuten in der Preisstufe C

Die Tickets gelten jeweils für eine einfache Fahrt. Ausgeschlossen sind Rück- und Rundfahrten.
Das Monatsticket des VRR heißt Ticket2000. Die Mitnahme eines Fahrrads ist mit dieser Zeitkarte zuschlagfrei. Ab 19:00 Uhr – an Samstagen sowie Sonn- und Feiertagen ganztägig – dürfen insgesamt höchstens fünf Personen aufpreisfrei reisen, wobei maximal zwei Personen 15 Jahre oder älter sein dürfen, und (unabhängig von der Preisstufe des Ticket2000) den gesamten VRR-Raum befahren.
Das SchokoTicket ist ein Schülerticket für alle unter 25 Jahren. Es gilt im gesamten VRR-Gebiet, in den Zügen des SPNV nur für die 2. Klasse. Ab August 2023 gibt es zusätzlich ein günstigeres NRW-spezifisches Deutschlandticket für Schüler. Voraussetzung für den Bezug beider Ticketformen ist, dass der Schulträger, also z. B. die Kommune, einen Vertrag mit dem Verkehrsunternehmen abgeschlossen hat.
Für Studenten an teilnehmenden Hochschulen gibt der VRR das Semesterticket (Gültigkeit in ganz NRW) oder das Deutschlandsemesterticket (Gültigkeit in ganz Deutschland) aus, das automatisch durch die Zahlung des Sozialbeitrages zu Beginn eines Semesters erworben wird. Welches der beiden Tickets zur Verfügung gestellt wird, entscheidet die jeweilige Hochschule. Das Semesterticket gilt nur in der 2. Wagenklasse und kann nicht temporär zu einem 1. Klasse-Fahrschein aufgewertet werden. Ab 19:00 Uhr – an Samstagen sowie Sonn- und Feiertagen ganztägig – darf eine weitere Person kostenlos mitreisen, die Fahrradmitnahme ist im VRR kostenlos. Es kann für die deutschlandweite Nutzung kostenpflichtig aufgewertet werden. Das Deutschlandsemesterticket bietet hingegen keine Personenmitnahme; Fahrradmitnahme sowie 1. Klasse-Nutzung sind kostenpflichtig.
Empfänger von Sozialleistungen (zum Beispiel Bürgergeld, Sozialhilfe, Wohngeld, Leistungen nach dem Asylbewerberleistungsgesetz) können das SozialTicket erwerben. Hierzu wird den berechtigten Personen vom Sozialleistungsträger eine Stammkarte ausgestellt. Mit dieser kann dann beim jeweiligen Verkehrsunternehmen das SozialTicket als Abonnement bestellt oder monatlich eine Wertmarke erworben werden. Mit Wohnsitz in einem Landkreis gilt das Ticket kreisweit, in einer kreisfreien Stadt in der Preisstufe A.
Für Zeitkarten-Abonnenten setzt der VRR seit 2003 ausschließlich elektronische Tickets (eTicket) auf Chipkarten ein. Von 2007 bis 2010 hat der VRR diese E-Tickets auf den deutschlandweiten Standard VDV-Kernapplikation umgestellt. In diesem Zuge hat sich der VRR eTicket Deutschland angeschlossen.
eezy VRR ist ein elektronischer Tarif (eTarif), den man mit einer App auf dem Smartphone nutzt. Der Preis setzt sich aus einem Grundpreis und einem km-Preis zusammen und wird auf Basis der Luftlinie zwischen dem Start und Ziel berechnet. Der Gesamtpreis im eTarif ist monatlich auf die Summe für das Deutschlandticket gedeckelt.
| EinzelTicket Erwachsene                           | 3,60   | 7,40   | 18,90  |      |      |
| EinzelTicket Kind (unter 15 Jahre)                | 2,00   | 2,00   | 2,00   |      |      |
| 4erTicket Erwachsene                              | 14,40  | 29,60  | 75,60  |      |      |
| 4erTicket Kind (unter 15 Jahre)                   | 8,00   | 8,00   | 8,00   |      |      |
| 24StundenTicket                                   | 8,80   | 17,90  | 36,50  |      |      |
| 24StundenTicket (pro mitgenommene Person, max. 5) | + 4,40 | + 5,10 | + 6,60 |      |      |
| ZusatzTicket                                      | 4,40   | 4,40   | 4,40   | 4,40 | 4,40 |
| FahrradTicket                                     | 4,40   | 4,40   | 4,40   | 4,40 | 4,40 |
| SozialTicket (Wertmarke)                          | 47,60  | –      | –      |      |      |
| SozialTicket (Abonnement)                         | 41,80  | –      | –      |      |      |
| Ticket2000 (Wertmarke)                            | 109,50 | 153,10 | 252,50 |      |      |
| Ticket2000 (Abonnement)                           | 96,30  | 134,50 | 221,90 |      |      |
| FirmenTicket (Abonnement)                         | 56,40  | 81,80  | 131,60 |      |      |
| SemesterTicket VRR (pro Monat)                    | 30,89  | 30,89  | 30,89  |      |      |

### Nicht-VRR-Gebiete mit Anwendung des VRR-Tarifs
| Aachener Verkehrsverbund: - Kreis Heinsberg - Wegberg (Linie 017) - Erkelenz - Hückelhoven - Wassenberg - Kreis Düren - Linnich | Westfalentarif: - Verkehrsgemeinschaft Münsterland - Kreis Borken - Bocholt - Borken - Heiden - Isselburg - Raesfeld - Reken - Rhede - Kreis Coesfeld - Dülmen - Olfen - Verkehrsgemeinschaft Ruhr-Lippe - Kreis Unna - Bergkamen - Holzwickede - Kamen - Lünen - Schwerte - Unna - Märkischer Kreis - Wiblingwerde (Linie 539) | Niederlande: - Provinz Gelderland - Arnhem (Linie RE 19) - Millingen am Rhein (Linie 60) - Nijmegen (Linie SB 58) - ’s-Heerenberg (Linie 91) - Zevenaar (Linie RE 19) - Aalten (Linie C 11) - Dinxperlo (Linie C 7) - Provinz Limburg - Venlo (Linien RE 13, 29, SB 42 und Stadtbusse von Arriva Limburg) |
| 1. 2. 3. | | |

Seit dem 1. August 2022 haben sich VRR und AVV auf eine neue Tarifkragen-Regelung ihrer Schüler-Tickets verständigt. Fortan gilt das SchokoTicket erstmals auch uneingeschränkt in den AVV-Kommunen Erkelenz, Hückelhoven, Linnich, Wassenberg und Wegberg. Im Gegenzug ist das School&Fun-Ticket auch in den VRR-Tarifgebieten Mönchengladbach (50), Nettetal/Brüggen (20) und Schwalmtal/Niederkrüchten (30) gültig. Auf die bisher gültigen Tarifbestimmungen des sonstigen Ticketsortiments der Verbünde hat diese Änderung jedoch keine Auswirkung. Darüber hinaus können Schüler nun optional zusätzlich zu ihrem Ticket des Heimatverbundes auch noch das jeweils andere Schüler-Ticket beziehen, um somit das gesamte AVV- und VRR-Tarifgebiet befahren zu können.

### Geschichte
Bis zum 1. August 2008 gab es nur die Preisstufen A, B und C, wobei C verbundweit gültig war. Bei Monatstickets der bisherigen Stufe A wurde ab dem 1. August 2008 zwischen größeren (Preisniveau A2) und kleineren Städten (Preisniveau A1) unterschieden. Die Preisstufe C galt nunmehr nicht mehr verbundweit, sondern nur noch für zwei Tarifgebiete inklusive angrenzender Bereiche. Hinzu kam die neue Stufe D, die anstelle der bisherigen Stufe C verbundweit galt. Der Preisstufe A2 zugeordnet waren Dortmund, Hagen, Herne, Bochum, Wuppertal, Remscheid, Solingen, Gelsenkirchen, Essen, Oberhausen, Mülheim (Ruhr), Duisburg, Düsseldorf, Neuss/Kaarst, Krefeld und Mönchengladbach. Alle anderen Städte und Gemeinden im VRR waren der Preisstufe A1 zugeordnet. Ab dem 1. Januar 2015 galt in Bochum, Dortmund, Düsseldorf, Essen und Wuppertal die gesonderte Zeitkarten-Preisstufe A3.
Im Zuge der Anwendung der VRR-Tarifs in den Kreisen Kleve und Wesel gingen am 1. Januar 2012 die Preisstufen 1–4 der VGN in den Preisstufen A–D des VRR über. Seitdem wurde im VRR-Tarif zwischen den Tarifbereichen „D Nord“ (Alt-VGN plus angrenzende Tarifgebiete) und „D Süd“ (Alt-VRR plus angrenzende Tarifgebiete) unterschieden. Für Fahrten darüber hinaus wurde eine neue Preisstufe E für den VRR-Gesamtraum eingeführt. 2016 wurde die Preisstufe E wieder abgeschafft und die Preisstufe D auf den gesamten Verbundraum ausgeweitet.
Wochentickets werden seit 2006 nicht mehr angeboten, seit 2022 wird das 7-Tage-Ticket nicht mehr angeboten.
Im Zuge der Tarifreform zum 1. März 2025 reduzierte der VRR die Anzahl der Preisstufen von sieben auf drei. So existierten noch die Preisstufen Kurzstrecke und D. Zudem wurde in der Preisstufe A zwischen den Unterstufen A1, A2 und A3 unterschieden. Daneben waren insbesondere ermäßigte Zeitkarten im Abonnement für Personen ab 60 Jahren (BärenTicket), oder für Jedermann (Ticket1000) erhältlich.
Seit Januar 2019 etabliert der VRR ein FirmenTicket, bei dem der Arbeitgeber einen Teil der Kosten übernimmt. So ist es für die Arbeitnehmer günstiger als das herkömmliche Ticket2000. Vor der Tarifreform zum 1. März 2025 gab es für Arbeitgeber und Unternehmen mehrere Sparvarianten und Mengenrabatte.

## Verkehrsunternehmen
Viele Verkehrsunternehmen sind oder waren im VRR aktiv. Auf einzelnen Linien von außerhalb des Verbundgebietes einbrechende Unternehmen, sowie Subunternehmen der genannten Unternehmen, sind hier nicht aufgelistet.

### SPNV-Unternehmen
Der VRR hat derzeit folgende Verkehrsverträge mit neun Eisenbahnverkehrsunternehmen:
| EVU                                      | Verkehrsvertrag                        | Laufzeit                                   | Linien (im VRR) | Zugkilometer/Jahr (Gesamtnetz) | Zugkilometer/Jahr (im VRR) | Weitere Aufgabenträger |
| ---------------------------------------- | -------------------------------------- | ------------------------------------------ | --- | ------------------------------ | -------------------------- | ---------------------- |
| DB Fernverkehr AG                        | Nahverkehrsfreigabe Intercity-Linie 34 | Dez. 2021 bis Dez. 2026                    | RE 34 Dortmund – Dillenburg | –                              | –                          | NWL                    |
| DB Regio AG, Regio NRW                   | Haard-Achse                            | Dez. 2014 bis Dez. 2029                    | RE 2 Düsseldorf – Osnabrück RE 42 Mönchengladbach – Münster | 5,3 Mio.                       | 3,6 Mio.                   | NWL, LNVG              |
| DB Regio AG, Regio NRW                   | Sauerland-Netz 2, Los 1                | Dez. 2016 bis Dez. 2028                    | RE 17 Hagen – Brilon/Warburg RE 57 Dortmund – Winterberg/Warburg | 3,2 Mio.                       | 1,8 Mio.                   | NWL                    |
| DB Regio AG, Regio NRW                   | Sauerland-Netz 2, Los 2                | Dez. 2015/6 bis Dez. 2028                  | RB 43 Dortmund – Dorsten RB 52 Dortmund – Lüdenscheid RB 53 Dortmund – Iserlohn | 2,4 Mio.                       | 1,8 Mio.                   | NWL                    |
| DB Regio AG, Regio NRW                   | S 5 / S 8-Vertrag                      | Dez. 2014 bis Dez. 2029                    | S 5 Dortmund – Hagen S 8 Hagen – Mönchengladbach | 3,2 Mio.                       | 3,2 Mio.                   | –                      |
| DB Regio AG, Regio NRW                   | Netz Westliches Münsterland            | Dez. 2011 bis Dez. 2026                    | RB 51 Dortmund – Enschede | 2,9 Mio.                       | 0,2 Mio.                   | NWL, Overijssel        |
| DB Regio AG, Regio NRW                   | S-Bahn Rhein-Ruhr Teilnetz A           | Dez. 2021 bis Dez. 2031                    | S 1 Dortmund – Solingen S 4 Dortmund-Lütgendortmund – Unna | 4,9 Mio.                       | 4,9 Mio.                   | NWL                    |
| DB Regio AG, Regio NRW                   | S-Bahn Rhein-Ruhr Teilnetz B           | Dez. 2023 bis Dez. 2028                    | S 2 Dortmund – Essen/Recklinghausen S 3 Oberhausen – Hattingen S 9 Hagen – Recklinghausen/Haltern RE 41 Bochum – Haltern RE 49 Wesel – Wuppertal RB 32 Dortmund – Duisburg RB 40 Essen – Hagen | 7,6 Mio.                       | 7,6 Mio.                   | –                      |
| DB Regio AG, Regio NRW                   | S-Bahn Köln Stufe 1                    | Dez. 2023 bis Dez. 2032                    | S 6 Essen – Köln-Nippes S 11 Düsseldorf Flughafen – Bergisch Gladbach S 68 Wuppertal-Vohwinkel – Langenfeld                                                                                    | 12,3 Mio.                      | ?                          | GoR                    |
| DB Regio AG, Regio NRW                   | RE8/RB33 Los 1                         | Dez. 2019 bis Dez. 2034                    | RE 8 Mönchengladbach – Koblenz | 1,3 Mio.                       | 1,6 Mio.                   | GoR, ZSPNV Nord        |
| DB Regio AG, Regio NRW                   | RE8/RB33 Los 2                         | Dez. 2020 bis Dez. 2034                    | RB 33 Essen – Aachen | 2,0 Mio.                       | 1,6 Mio.                   | GoR                    |
| DB Regio AG, Regio NRW                   | RB27                                   | Dez. 2019 bis Dez. 2026                    | RB 27 Mönchengladbach – Koblenz | 1,6 Mio.                       | 0,5 Mio.                   | GoR, ZSPNV Nord        |
| DB Regio AG, Regio NRW                   | RE34                                   | Dez. 2023 bis Dez. 2026                    | RE 34 Dortmund – Siegen | 1,1 Mio.                       | 0,3 Mio.                   | NWL                    |
| Eurobahn GmbH & Co. KG                   | Maas-Rhein-Lippe-Netz                  | Dez. 2005 bis Dez. 2026                    | RE 3 Düsseldorf – Hamm RE 13 Venlo – Hamm | 3,4 Mio                        | 2,7 Mio.                   | NWL, Limburg           |
| Eurobahn GmbH & Co. KG                   | Hellweg-Netz                           | Dez. 2018 bis Dez. 2030                    | RB 50 Dortmund – Münster RB 59 Dortmund – Soest | 5,9 Mio.                       | 0,5 Mio.                   | NWL                    |
| Hessische Landesbahn GmbH                | Eifel-Westerwald-Sieg Los 2            | bis Dez. 2026                              | RE 34 Dortmund – Siegen | ?                              | ?                          | NWL                    |
| National Express Rail GmbH               | Rhein-Wupper-Schiene Los 1             | Dez. 2015 bis Dez. 2030                    | RE 7 Krefeld – Rheine | 5,0 Mio.                       | 2,0 Mio.                   | NWL, GoR               |
| National Express Rail GmbH               | Rhein-Wupper-Schiene Los 2             | Dez. 2015 bis Dez. 2030                    | RB 48 Wuppertal – Bonn | 5,0 Mio.                       | 2,0 Mio.                   | GoR                    |
| National Express Rail GmbH               | RRX-Vorlaufbetrieb Los 1               | Dez. 2023 bis Dez. 2033                    | RE 1 Aachen – Hamm RE 11 Düsseldorf – Kassel | 6,5 Mio.                       | 7,4 Mio.                   | NWL, GoR, NVV          |
| National Express Rail GmbH               | RRX-Vorlaufbetrieb Los 2               | Juni/Dez. 2019 bis Dez. 2033               | RE 5 Wesel – Koblenz RE 6 Minden – Köln/Bonn Flughafen | 6,1 Mio.                       | 7,4 Mio.                   | NWL, GoR, ZSPNV Nord   |
| National Express Rail GmbH               | RRX-Vorlaufbetrieb Los 3               | Dez. 2020 bis Dez. 2033                    | RE 4 Dortmund – Aachen | 2,4 Mio.                       | 7,4 Mio.                   | GoR                    |
| Regiobahn Fahrbetriebsgesellschaft GmbH  | Regiobahn S28                          | Dez. 2020 bis Dez. 2026                    | S 28 Kaarst – Wuppertal | 1,6 Mio.                       | 1,6 Mio.                   | –                      |
| Regiobahn Fahrbetriebsgesellschaft GmbH  | Düssel-Wupper-Express                  | Dez. 2022 bis Dez. 2026                    | RE 47 Düsseldorf – Remscheid | 0,5 Mio.                       | 0,5 Mio.                   | –                      |
| Transdev Rhein-Ruhr GmbH (RheinRuhrBahn) | Emscher-Münsterland-Netz               | Dez. 2021 bis Dez. 2029                    | RE 14 Essen – Borken/Coesfeld | 1,5 Mio.                       | 1,0 Mio.                   | NWL                    |
| Transdev Rhein-Ruhr GmbH (RheinRuhrBahn) | Niers-Rhein-Emscher-Netz               | Dez. 2009 bis Dez. 2028                    | RE 10 Düsseldorf – Kleve | 3,4 Mio.                       | 3,4 Mio.                   | –                      |
| Transdev Rhein-Ruhr GmbH (RheinRuhrBahn) | Niers-Rhein-Emscher-Netz               | Dez. 2009/10 bis Dez. 2027                 | RB 31 Duisburg – Xanten RB 36 Oberhausen – Duisburg-Ruhrort RE 44 Moers – Bottrop | 3,4 Mio.                       | 3,4 Mio.                   | –                      |
| Transdev Rhein-Ruhr GmbH (RheinRuhrBahn) | Der Müngstener                         | Dez. 2023 bis Dez. 2028 (Option Dez. 2031) | S 7 Wuppertal – Solingen | 1,4 Mio.                       | 1,4 Mio.                   | –                      |
| TRI Train Rental GmbH                    | Niers-Erft-Bahn 2                      | Dez. 2024 bis Dez. 2025                    | RB 37 Krefeld – Neuss | 0,1 Mio.                       | 0,1 Mio.                   | –                      |
| TRI Train Rental GmbH                    | Sonderzüge NRW                         | Dez. 2018 bis Dez. 2025                    | Sonderzüge, z. B. im Fußballverkehr | max. 0,02 Mio.                 |                            | NWL, GoR               |
| VIAS Rail GmbH                           | Erft-Schwalm-Netz                      | Dez. 2017 bis Dez. 2029                    | RB 34 Mönchengladbach – Dalheim RB 39 Düsseldorf – Bedburg | 0,9 Mio.                       | 0,7 Mio.                   | GoR                    |
| VIAS Rail GmbH                           | Niederrhein-Netz                       | Dez. 2023 bis Dez. 2035                    | RE 19 Düsseldorf – Arnhem/Bocholt RB 35 Gelsenkirchen – Mönchengladbach | 2,8 Mio.                       | 2,4 Mio.                   | NWL, Gelderland        |
| VIAS Rail GmbH                           | Ruhr-Sieg-Netz                         | Dez. 2023 bis Dez. 2034                    | RE 16 Essen – Iserlohn RB 46 Gelsenkirchen – Bochum RB 91 Hagen – Iserlohn/Siegen | 2,5 Mio.                       | 1,2 Mio.                   | NWL                    |

### ÖPNV-Unternehmen
Folgende ÖPNV-Unternehmen (Stadt- und Straßenbahnen, Hängebahnen, Busverkehre) sind hauptsächlich im VRR unterwegs:
- Bahnen der Stadt Monheim (BSM)
- Bochum-Gelsenkirchener Straßenbahnen (Bogestra)
- BVR Busverkehr Rheinland (DB Regio Bus NRW)
- Dortmunder Stadtwerke (DSW21)
- Duisburger Verkehrsgesellschaft (DVG)
- Flughafen Düsseldorf (DUS)
- Hagener Straßenbahn (HST)
- Kreisverkehrsgesellschaft Mettmann (KVGM)
- Kraftverkehr Gerresheim
- Kraftverkehr Schwalmtal von der Forst (KVS)
- Look Busreisen
- NEW mobil und aktiv Mönchengladbach (NEW MöBus)
- NEW mobil und aktiv Viersen (NEW VIE)
- Niederrheinische Verkehrsbetriebe (NIAG)
- Rheinbahn
- Ruhrbahn (Essen)
- Ruhrbahn Mülheim
- Stadtbus Dormagen (SDG)
- Stadtwerke Neuss (SWN)
- Stadtwerke Remscheid (SR)
- Stadtwerke Solingen (SWS)
- Stadtwerke Oberhausen (STOAG)
- Straßenbahn Herne–Castrop-Rauxel (HCR)
- SWK Mobil (Stadtwerke Krefeld)
- Verkehrsgesellschaft der Stadt Velbert (VGV)
- Verkehrsgesellschaft Ennepe-Ruhr (VER)
- Verkehrsgesellschaft Hilden
- Vestische Straßenbahnen (V)
- WSW mobil (Wuppertaler Stadtwerke)

### Ehemalige Verkehrsunternehmen
Eisenbahnunternehmen, die nicht mehr im VRR aktiv sind:
- Abellio Rail NRW (ABR)
- Deutsche Bundesbahn (DB)
- Dortmund-Märkische Eisenbahn (DME)
- NordWestBahn (NWB)
- Prignitzer Eisenbahn (PE)

Nicht mehr im VRR aktive ÖPNV-Unternehmen:
- Essener Verkehrs-AG (EVAG); jetzt Ruhrbahn
- Gemeindewerke Wachtendonk
- Mülheimer VerkehrsGesellschaft (MVG); jetzt Ruhrbahn
- Niederrheinische Versorgung und Verkehr AG; jetzt NEW mobil und aktiv
- RVN Regionalverkehr Niederrhein (DB Regio Bus NRW)
- Stadtwerke Goch
- Stadtwerke Kevelaer
- Versorgungs- und Verkehrsbetrieb der Stadt Straelen

## Fahrzeuge
Der VRR ist Eigentümer zahlreicher Schienenfahrzeuge, die im sogenannten „ZV VRR Eigenbetrieb Fahrzeuge und Infrastruktur“ (ZV VRR FaIn-EB) untergebracht sind. Die Fahrzeuge wurden im Rahmen des RRX-Modells beschafft oder im Rahmen von Insolvenzen von Eisenbahnverkehrsunternehmen übernommen.
| Anzahl | Hersteller         | Fahrzeugtyp | Fahrzeugart              | Einsatz auf Linien                        | Bemerkung                                                                            |
| ------ | ------------------ | ----------- | ------------------------ | ----------------------------------------- | ------------------------------------------------------------------------------------ |
| 82 + 2 | Siemens            | Desiro HC   | Doppelstock-EMU 4-teilig | RE 1 RE 4 RE 5 RE 6 RE 11                 |                                                                                      |
| 48     | Bombardier, Alstom | BR 422      | EMU                      | S 1 S 4                                   | von DB Regio übernommen                                                              |
| 17     | Stadler            | FLIRT 3XL   | EMU 3-teilig             | S 2 RE 41 RE 34                           | Abgabe von RE 34 und RE 41 an S 28 für 2026 geplant.                                 |
| 24     | Stadler            | FLIRT 3XL   | EMU 5-teilig             | S 3 S 9 RB 32 RB 40 RE 49                 |                                                                                      |
| 20     | Stadler            | FLIRT 3     | EMU 5-teilig             | RE 19 RB 35                               | 13 Ein- und 7 Mehrsystemzüge (15 kV, 16,7 Hz / 25 kV, 50 Hz / 1,5 kV Gleichspannung) |
| 20     | Stadler            | FLIRT 3XL   | EMU 4-teilig             | RE 13                                     | in Beschaffung                                                                       |
| 35     | Bombardier         | TALENT 2    | EMU 3-teilig             | RE 7 RB 48                                |                                                                                      |
| 35     | Bombardier         | TALENT 2    | EMU 5-teilig             | RE 7 RB 48                                |                                                                                      |
| 15     | CAF                | Civity      | BEMU 2-teilig 45 m       | RE 10 RE 14 RE 44 RB 31 RB 36 RB 37 RB 43 | in Beschaffung; Lieferung vsl. ab 2026                                               |
| 45     | CAF                | Civity      | BEMU 2-teilig 55 m       | RE 10 RE 14 RE 44 RB 31 RB 36 RB 37 RB 43 | in Beschaffung; Lieferung vsl. ab 2026                                               |
| 10     | CAF                | Civity      | BEMU 2-teilig 55 m       | RB 68 RB 76                               | in Beschaffung; Lieferung vsl. ab 2026                                               |
| 3      | CAF                | Civity      | BEMU 2-teilig 55 m       | RB 46                                     | in Beschaffung; Lieferung vsl. ab 2026                                               |
|        | Alstom             | LINT        | DMU                      | S 7 RB 34 RB 39                           |                                                                                      |
|        |                    |             | EMU                      | RE 2 RE 3 RE 7 RE 42                      | Beschaffung RRX-B geplant                                                            |

## Sonstiges

### Anmerkung zum Verkehrsvertrag
Mitte Juni 2008 kündigte der VRR vorzeitig den Vertrag mit DB Regio über Leistungen in Höhe von 300 Millionen Euro. Die Zugleistungen, die im Rahmen dieses großen Verkehrsvertrages erbracht wurden, werden von der DB Regio NRW GmbH seitdem auf Basis einer hoheitlichen Auferlegung betrieben, zu der der VRR in seiner Eigenschaft als Anstalt des öffentlichen Rechts berechtigt ist. Die DB Regio NRW GmbH allerdings hielt diese Kündigung und die Auferlegung für rechtswidrig und vertrat den Standpunkt, die Zugleistungen seien im Rahmen des ihrer Meinung nach gültigen großen Verkehrsvertrages durchzuführen. Am 19. Dezember stellte das Verwaltungsgericht Gelsenkirchen fest, dass die Kündigung des großen Verkehrsvertrages durch den VRR unwirksam ist und verurteilte den VRR dazu, die einbehaltene Summe zu bezahlen. Unter Vermittlung des früheren nordrhein-westfälischen Verkehrsministers Oliver Wittke (CDU) einigte man sich 2009 auf einen neuen großen Verkehrsvertrag. Die RE-Linien sollen bis 2016, die S-Bahnen 2023 in die Ausschreibung gehen. Dieser wurde aber wegen Rechtswidrigkeit von der Vergabekammer der Bezirksregierung Münster gekippt. Auch das Oberlandesgericht Düsseldorf folgt dieser Rechtsauffassung, legte den Fall aber dem Bundesgerichtshof zur Entscheidung vor, da das Oberlandesgericht Brandenburg im Jahr 2003 ein anderslautendes Urteil gefällt hatte.
Dieser hat den Vertrag am 8. Februar 2011 vollumfänglich für nichtig erklärt. Trotz der in der Schwebe hängenden vertraglichen Einigung haben VRR und DB Regio das neue Fahrplankonzept im Dezember 2010 eingeführt. Sowohl DB Regio NRW als auch der VRR suchen nun nach einer neuen Einigung, die im Rahmen dessen liegt, was der Bundesgerichtshof für zulässig hält. Dabei bestehen nach Angaben von VRR-Chef Martin Husmann „vier bis sechs Stellschrauben“. Auch Verkehrsminister Harry Voigtsberger (SPD) strebt eine schnelle Neuregelung an.

### Fahrplanbereiche und Liniennummern
Das Gebiet des VRR wurde zu seiner Gründung in insgesamt zehn Fahrplanbereiche unterteilt.
| Bereich         | Gebiet bzw. Verkehrsgesellschaft |
| --------------- | --- |
| 0               | Krefeld, Mönchengladbach, Stadt Viersen; Kreis Viersen (NEW MöBus, SWK, NEW VIE, BVR) |
| 1               | Essen, Mülheim an der Ruhr (Ruhrbahn) |
| 2               | Bottrop, Kreis Recklinghausen (Vestische Straßenbahnen) |
| 3               | Bochum, Herne / Castrop-Rauxel (Behringhausen, Deininghausen, Dingen, Merklinde), Gelsenkirchen, Hattingen, Witten (BOGESTRA, HCR, VER)                                                                        |
| 4               | Dortmund, Castrop-Rauxel (Frohlinde, Habinghorst, Henrichenburg, Ickern) (DSW21) |
| 5               | Hagen, Ennepe-Ruhr-Kreis (in Hattingen und Witten nur Einsatzwagen) (HST, VER) |
| 6               | Wuppertal, Solingen, Remscheid (WSW, SWS, SR) |
| 7               | Düsseldorf (Stadtbahn, Straßenbahn, „normale“ rechtsrheinische Buslinien), Kreis Mettmann (Sonderregelung insbesondere für Velbert s. u.) (Rheinbahn, BSM)                                                     |
| 8               | Düsseldorf (linksrheinische, rheinüberquerende und „besondere“ rechtsrheinische (Flughafen-Messe, Rennbahn, Strandbad) Buslinien, Stadtbahnlinie U83 sowie Nachtbusse), Kreis Neuss (SDG, Rheinbahn, SWN, BVR) |
| 9               | Duisburg, Oberhausen (DVG, StOAG, NIAG) |
| ohne Kennziffer | Kreis Kleve, Kreis Wesel (NIAG, BVR) |

Im Normalfall sind Linien anhand ihrer Nummer zu unterscheiden. (Dabei steht # für die Nummer des Fahrplanbereiches und Y eine vom Verkehrsunternehmen vergebene Linienkennung.)
- Stadtbahnlinien, auch wenn sie größtenteils an der Oberfläche verkehren, tragen Liniennummern mit vorangestelltem 'U' im Schema U#Y (wesentliches Unterscheidungsmerkmal zu Straßenbahnen ist meist das Vorhandensein von Hochbahnsteigen). Die Wuppertaler Schwebebahn trägt – hauptsächlich für betriebsinterne Zwecke – die Liniennummer 60 ohne vorangestelltes U.
- Straßenbahnlinien lauten #0Y und #1Y, ehemals auch #2Y. In Dortmund und Düsseldorf werden die Straßenbahnlinien, die Streckenteile im Tunnel haben, wie Stadtbahnen mit U#Y bezeichnet. Die Linien in Krefeld tragen die Nummern #4Y, da der niedrigere Teil des 0er Fahrplanbereich für das straßenbahnlose Mönchengladbach reserviert ist.
- Die verbleibenden Linien im Format #YY sind Buslinien, wobei manchmal auch für diese Liniennummern nach dem Straßenbahnnummerierungsschema vergeben wurden. Bei den Kreisen Wesel und Kleve fehlt die Ziffer „#“ einfach; dort haben die Linien also das Format Y oder YY bzw. SLY oder SLYY für Fahrten, die im Wesentlichen innerhalb einer Gemeinde verkehren.
- Bei Rheinbahn und BVR gibt es zudem Linien nach dem Schema OY bzw. OYY, in Velbert nach dem Schema OVY. Dabei sind „O“ oder „OV“ der ein- bzw. zweistelligen Liniennummer vorangestellte Buchstaben mit der Bedeutung „Ortsbus“.
- Von der BVR betriebene Busse verkehren im gesamten Verbundraum mit bereichsabhängiger erster Ziffer. Die ursprünglich bevorzugte Vergabe der 8 oder 9 als zweite Ziffer bei Linien dieses Unternehmens wird mittlerweile nicht mehr konsequent praktiziert.
- beschleunigte Busverkehre werden je nach Unternehmen bzw. Gemeinde unterschiedlich bezeichnet:
  - weit verbreitet sind „SB“ („SchnellBus“, anfangs „StädteSchnellBus“). Ursprünglich eine Linienkategorie für schnelle städteverbindende Schnellbusse, die teilweise besser ausgestattete Busse nutzten; mittlerweile auch für innerstädtische Schnellbusse genutzt.
  - „CE“ („CityExpress“) für städtische Schnellbusse, meist im Innenstadtbereich mit weniger Halten, in den Außenbezirken einer Stadt mit Halt überall; wird mittlerweile nur noch von der WSW mobil in Wuppertal (seit 1991) mit vier Linien, den Stadtwerken Remscheid (seit 2021) mit einer Linie sowie der Hagener Straßenbahn (seit 2023) mit zwei Linien genutzt.
  - „M“ („Metrobus“) für städtische Schnellbusse in Düsseldorf (Rheinbahn).
  - „X“ („XBus“) für die 2022 neu eingeführten städteverbindende Schnellbuslinien, verbundweit einheitliche vergebene Nummern nach dem Schema XYY.[47]
- E-Wagen oder sonstige vom regulären Linienweg abweichende Kurse waren früher bei der Duisburger Verkehrsgesellschaft, der Essener Verkehrs-AG und der Rheinbahn mit einem sogenannten gestrichenem Liniensignal in Form eines roten Querbalkens gekennzeichnet, der die reguläre Liniennummer überlagerte. Dieser wurde 1980 vom VRR eingeführt.

Fahrplanbücher werden für Bochum, Gelsenkirchen und Hattingen/Sprockhövel seit 2012 nicht mehr herausgegeben. Stattdessen sind kostenlos Linienfahrpläne bei der Bogestra erhältlich. Nach erheblichen Protesten seitens der Fahrgäste und auf Weisung der örtlichen Politik wurde der Einstellungsbeschluss revidiert: Ab 2013 wird es wieder gedruckte Fahrplanbücher geben. Ähnlich verhielt es sich in Wuppertal.

### Fahrgastinformation
Der VRR bietet den Verbundmitgliedern die Infrastruktur zur Einbindung von Fahrgastinformationen in die eigenen Internetauftritte. Seit 2006 werden diese Auskunftsinformationen um Echtzeitinformationen angereichert, so dass im Internet Echtzeit-Fahrplanauskünfte für den Fahrgast zur Verfügung gestellt werden. Neben den Echtzeitdaten der Deutschen Bahn werden auch Echtzeitdaten der beteiligten Verkehrsunternehmen des Verbundes und der Märkischen Verkehrsgesellschaft mittels des vom Verband Deutscher Verkehrsunternehmen spezifizierten VDV454-Protokolls, eines Protokolls zum Austausch von Sollfahrplänen und Ist-Daten zur Dynamisierung von Fahrplanauskünften, an den sogenannten Istdatenserver des VRR angebunden und auch angrenzenden Verbünden übermittelt.

### Trivia

Ehemaliges Logo von 1980 bis 2010

Anlässlich des dreißigjährigen Jubiläums im Jahr 2010 hat sich der VRR ein neues Logo gegeben. Dieses wurde am 25. März 2010 eingeführt und hat nach und nach das Zeichen ersetzt, das ab 1980 verwendet wurde.
Im Mai 2012 ließ sich der VRR zudem von einer Werbeagentur eine Trickfilmanimation erstellen, die den eigenen Mitarbeitern die Social Media Guidelines des Unternehmens, also den richtigen Umgang in und mit sozialen Netzwerken im Internet näherbringen soll.
Seit 2015 und verbundweit 2016 werden die Stadtliniennetzpläne des VRR auf Basis von OpenStreetMap-Karten gestaltet.
2017 schaltete der VRR ein Open-Data-Portal frei.
Die längste Fahrt in Deutschland mit Straßen- oder Stadtbahnen (mit Umstiegen) führt von Witten-Heven nach Tönisvorst bei Krefeld.